# 브리애나 힐더브랜드
브리애나 힐더브랜드(영어: Brianna Hildebrand, 1996년 8월 14일 ~ )는 미국의 배우이다. 《데드풀》(2016)의 네가소닉 틴에이지 워헤드 역으로 잘 알려져 있다. 2019년 공개된 넷플릭스 드라마 《트링킷》에서는 주인공 엘로디 역을 연기하였다.

## 생애와 경력
1996년 텍사스주에서 태어났다. 사춘기 시절부터 음악에 심취해 싱어송라이터를 꿈꿨고, 꾸준한 청취와 작곡으로 여러 오디션과 공연에 참여하였다. 2014년 텍사스에서 열린 장기자랑 경합에서 그녀를 눈여겨본 기획사 매니저로부터 스카우트되었다. 특별하게 연기를 배운 적은 없었지만, 특유의 감성과 순발력을 지닌 덕분에 연기에 대한 이해력이 빨랐다고 한다.
기획사에 들어간 지 얼마 되지 않아, 웹드라마 《미등록 애니》에 캐스팅되었다. 매우 짧은 단편 시리즈였으나 좋은 연기력을 보여주었다. 이 영화를 계기로 연기 활동에 더 몰두한 그녀는 연기와 동시에 제작에도 관심을 가졌고, 2015년 단편영화 〈내면의 목소리〉를 직접 제작한다. 같은해 미스터리 스릴러 영화 《프리즘》의 주연으로 캐스팅되어 장편영화 작품에 데뷔하였다.
이후 20세기 폭스가 주관하는 영화 《데드풀》 오디션에서 '네가소닉 틴에이지 워헤드' 역을 훌륭하게 재연하여 곧바로 캐스팅된다. 원작 만화를 알지는 못했지만, 몸에서 폭발을 일으키는 캐릭터의 초능력에서 착안하여 사춘기 10대 소녀의 까칠한 성격을 드러내는 식으로 연기하였다. 《데드풀》 촬영 후 작업한 《내가 처음으로 사랑한 소녀》에서는 레즈비언 로맨스 연기를 선보였다. 이 영화는 실제 레즈비언이기도 한 그녀의 자전적인 작품이기도 하다.
2017년에는 동명의 영화 속편으로 기획된 호러 드라마 《엑소시스트》 시즌 2의 주요인물 '베리티' 역으로 캐스팅되었다. 베리티는 존 조가 연기하는 앤드루 김이 데리고 지내는 고아들 중의 한 명으로 등장한다. 같은해 개봉한 코미디 호러 영화 《비극의 소녀들》에서는 알렉산드라 십과 호흡을 맞추며 범죄 현장을 찾아다니는 10대 블로거 콤비로 출연하였다.
2018년 개봉한 《데드풀 2》에서 힐더브랜드는 다시 네가소닉 틴에이지 워헤드 역으로 돌아왔다. 1편의 반삭 머리에서 모히칸 스타일로 머리를 올렸으며, 신캐릭터 '유키오(쿠츠나 시오리)'가 그녀의 애인으로 등장하였다.

## 사생활
레즈비언 영화 《내가 처음으로 사랑한 소녀》 제작에 관한 인터뷰에서 촬영장에서 만난 여자친구와 사귀고 있고, 일찍부터 양성애자였음을 커밍아웃하였다.

## 출연작 목록

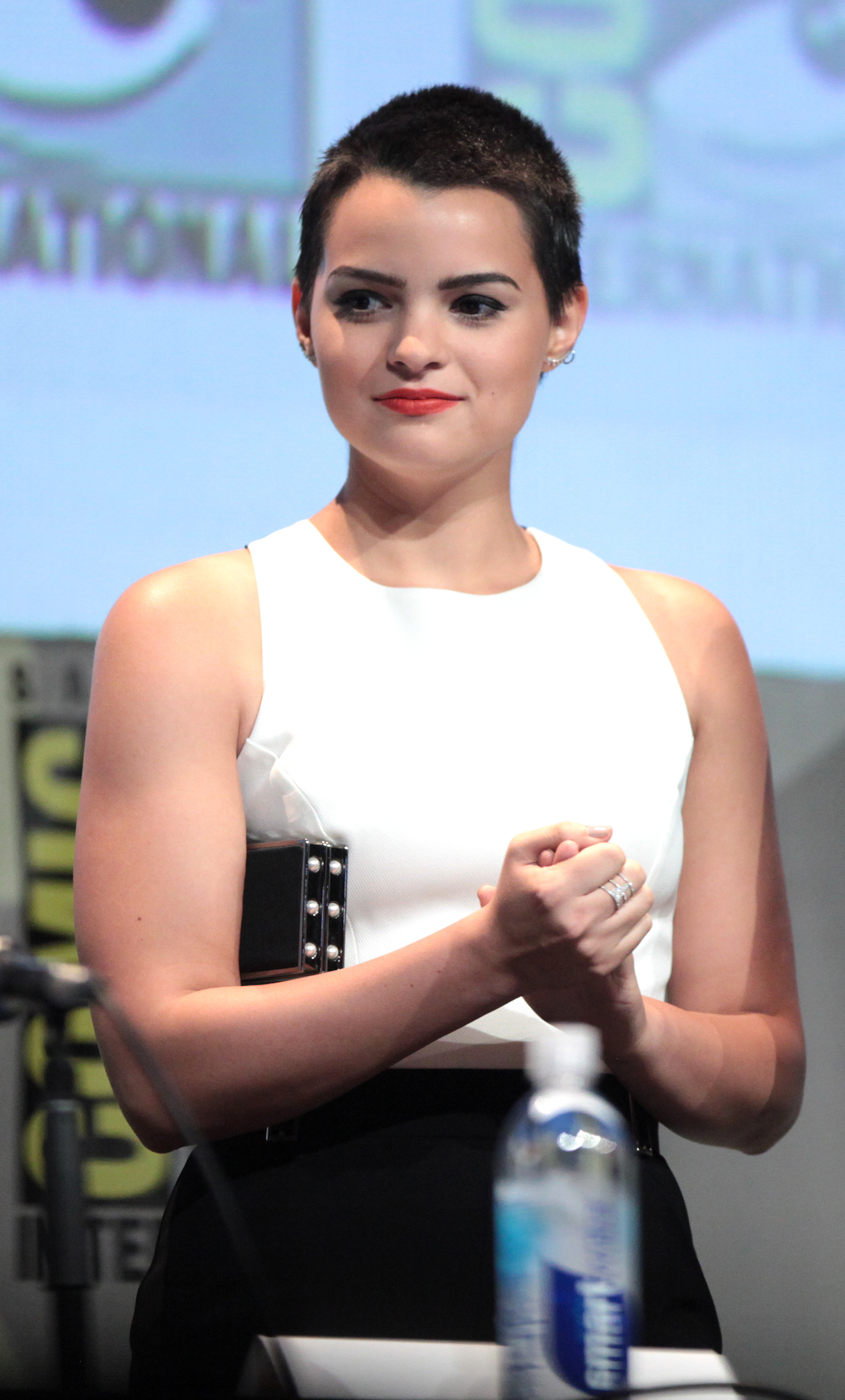
2015년 샌디에이고 코믹콘에서.

### 영화
| 연도 | 제목                      | 원제                 | 배역                     | 비고   |
| ---- | ------------------------- | -------------------- | ------------------------ | ------ |
| 2015 | 프리즘                    | Prism                | 줄리아                   |        |
| 2015 | 내면의 목소리             | The Voice Inside     | 그레이스                 | 단편   |
| 2016 | 내가 처음으로 사랑한 소녀 | First Girl I Loved   | 사샤                     |        |
| 2016 | 데드풀                    | Deadpool             | 네가소닉 틴에이지 워헤드 |        |
| 2017 | 비극의 소녀들             | Tragedy Girls        | 세이디 커닝햄            |        |
| 2018 | 데드풀 2                  | Deadpool 2           | 네가소닉 틴에이지 워헤드 |        |
| 2019 | 위험한 불장난             | Playing with Fire    | 브린                     |        |
| 2020 | 런트                      | Runt                 | 개브리엘라               |        |
| 2022 | 타임캡슐                  | The Time Capsule     | 엘리스                   |        |
| 2024 | 데드풀과 울버린           | Deadpool & Wolverine | 네가소닉 틴에이지 워헤드 |        |
| 미정 | 오시리스                  | Osiris               | 미정                     | 제작중 |

### 텔레비전 드라마
| 연도    | 제목        | 원제               | 배역            | 비고   |
| ------- | ----------- | ------------------ | --------------- | ------ |
| 2014    | 미등록 애니 | Annie Undocumented | 젠              |        |
| 2017    | 엑소시스트  | The Exorcist       | 베리티          | 주역   |
| 2019    | 러브 데일리 | Love Daily         | 리지            | 주역   |
| 2019-20 | 트링킷      | Trinkets           | 엘로디 데이비스 | 주인공 |
| 2021    | 루시퍼      | LUCIFER            | 오로라          | 주역   |

## 수상 정보
| 연도 | 상                         | 부문                | 작품              | 결과 |
| ---- | -------------------------- | ------------------- | ----------------- | ---- |
| 2016 | 틴 초이스 어워드           | 초이스 무비: 신인상 | 《데드풀》        | 후보 |
| 2017 | 런던 프라이트페스트 영화제 | 여우주연상          | 《비극의 소녀들》 | 수상 |
| 2017 | 브루클린 공포영화제        | 여우주연            | 《비극의 소녀들》 | 수상 |